# Winfried Povel
Winfried Herman Johannes Marie Povel (Hilversum, 13 december 1951) is een Nederlands omroeper, presentator, radioproducer, acteur, regisseur en hypnotherapeut.

## Biografie
Winfried Povel is de jongste zoon van hoorspelregisseur Léon Povel. Na een aantal tijdelijke baantjes als assistent-boekhouder werd hij in 1973 aangenomen als diskjockey in Discotheque Bombarde in Hilversum. Na een stemtest bij de KRO door chef Regie en Presentatie Martha Doyle werd hij in 1975 freelance omroeper/presentator.
Daarnaast was hij jarenlang voorzitter, producent en regisseur van de O.S.O.-Toneelclub (De Omroep Sport- en Ontspanningsvereniging van de publieke omroepen). Samen met KRO tv-producent Lia Stok realiseerde Povel tweemaal per jaar voor deze O.S.O.-toneelclub een voorstelling. Hij speelde er zelf ook vele rollen en regisseerde een aantal stukken met o.a. Jeroen Pauw (RNWO), Loretta Schrijver (RNWO), Vivian Boelen (KRO), Hans Simonis (AVRO), Dick de Vree (KRO), Dodi Apeldoorn (RVU/NCRV), Willem Scheijgrond (NOB) en Gert-Jan Peer.
In 1985 verdiepte Winfried Povel zich in hypnose - mede geïnspireerd door de hoorspelserie Sprong in het heelal - en werd na een studie van enkele jaren hypnotherapeut. Samen met zijn toenmalige partner, de Vietnamese paragnost Richard Nguyên, startte hij in 1989 het Centrum voor intuïtieve ontwikkeling en alternatieve geneeswijzen Ajña in Hilversum. Over een van die onderwerpen schreef hij het boek Het grote Bachbloesem naslagwerk. In 1994 stopte Povel definitief bij de radio. In december 2005 moest hij het centrum om gezondheidsredenen noodgedwongen sluiten. Daarna was er slechts ruimte voor hobby's, zoals het zingen van Vietnamese liedjes in Vietnam.
In 2012 interviewde Winfried Povel uitgebreid zijn vader over diens leven, ter gelegenheid van zijn honderdste verjaardag in In gesprek met mijn 100-jarige Vader, Léon Povel. Deze documentaire werd na Léon Povels overlijden in januari 2013 door de KRO in vier delen uitgezonden op Radio 1.
Daarna, begin 2013, pakte hij zijn oude liefde het hoorspel weer op en begon met het produceren en regisseren ervan. Het eerste resultaat is de 4e serie van Sprong in het heelal. Dit hoorspel werd door zijn vader al in 2009 voorbereid, maar deze was niet in de gelegenheid om het zelf nog te realiseren. Na Léon Povels overlijden werd dit spel als eerbetoon aan hem alsnog met voornamelijk beroepsacteurs opgenomen en door de KRO uitgezonden in januari 2014, op zowel Radio 5 Nostalgia als Radio 1.

## Radio en televisie
Werkzaamheden voor de KRO van 1975-1994:
- Radio-omroeper
- Diskjockey De week in met ... (nachtuitzending, afwisselend met Theo Stokkink en Vincent van Engelen), Hilversum 3
- Diskjockey Hilversum 3, als vervanger van Edvard Niessing, Anne van Egmond, Theo Stokkink en Vincent van Engelen
- Voice-over bij vele tv-documentaires en KRO's Brandpunt
- Tv-omroeper 'buiten beeld'
- Producer/regisseur Van twaalf tot twee met Hans van Willigenburg en Adres onbekend, Van oud zeer tot zeer oud en Met Anne met Anne van Egmond
- Diskjockey Tussen de hoezen (nachtuitzending), Hilversum 1 en 2
- Presentator en verslaggever Kruispunt Radio
- Diskjockey Zin in pop, een jongerenprogramma op Radio 3 over zinnige teksten in de popmuziek (1987-1992)
- Diskjockey Niemandsland (nachtuitzending samen met Edvard Niessing, René van der Veer en Vivian Boelen), Radio 1 en 2 tot voorjaar 1994

Daarnaast:
- Nieuwslezer bij Radio Nederland Wereldomroep
- Acteur in diverse hoorspelen voor KRO en TROS
- Voice-over, inspreken bedrijfsfilms
- Regelmatige gast als hypnotherapeut in Het Zwarte Gat, Veronica (VOO), Radio 5

## Hoorspelen[4]
- 1959 - Wie gaat er mee naar Engeland varen, KRO - regie Léon Povel
- 1964 - Ik loop allenig achter de kist, KRO - regie Léon Povel
- 1982 - Hallo, is daar iemand? (hoorspel), OSO Toneelclub - uitz. door KRO 2012 - regie Hans Simonis
- 1984 - De bekentenis, KRO - regie Johan Dronkers
- 1987 - Het tribunaal, KRO - regie Johan Dronkers
- 1990 - Letterlijk (hoorspel), KRO - regie Sylvia Bodnár
- 1990 - Heinrich Schliemann, de man die homerus op zijn woord geloofde, TROS - regie Marlies Cordia
- 1991 - Borgia of Machiavelli in de schaduw van de heerser, TROS - regie Marlies Cordia
- 1992 - Motet voor de kardinaal, TROS - regie Sylvia Liefrinck
- 1992 - Het hoofd van Haydn, TROS - regie Sylvia Liefrinck
- 2013 - I'll be home for Christmas, KRO - regie Winfried Povel[5]
- 2014 - Sprong in het heelal, 4e serie - De terugkeer van Mars, KRO - regie Winfried Povel[6]
- 2014 - De Zuidwal, KRO - regie Winfried Povel[7]
- 2014 - Winfried Povel leest het oorlogsdagboek van zijn vader Léon Povel, KRO[8]
- 2014 - De Mentalist, KRO - regie Jack Mulder[9]
- 2015 - Hij zei, regie Winfried Povel[10]

- International Standard Name Identifier: 0000 0003 8851 4577
- Nederlandse Thesaurus van Auteursnamen: 074742833
- Virtual International Authority File: 281740391
- WorldCat: E39PBJyhc3PXbBWR9BcXqmd4v3